# 夏島 (二等敷設艇)
夏島(なつしま)は日本海軍の雑役船、特務艇(二等敷設艇)。
片桐大自の研究によれば、艇名は横須賀港の夏島によるとされる。1918年(大正7年)から始まった追浜飛行場建設工事により島は陸続きとなった。
現在の横須賀市夏島町にある。

## 艦型
本艇は各軍港、要港を警備するための機雷敷設艇で日本海軍で初めての大型敷設艇である。
それまでは70トンの木造船に始まり300トンの中型艇を使用していた。
本艇に次いで測天型敷設特務艇が建造された。
福井静夫によると本艇は測天型敷設特務艇と同型とされる。
ただし写真を見る限り艦首形状、前部マストの高さ、短艇搭載位置などに測天型との違いが見られる。

## 艦歴
1909年(明治42年)4月15日に今年度予算で製造する500トン・マインボート(敷設艇)を夏島丸と命名、
1911年(明治44年)6月に雑役船(大型敷設艇)として竣工、横須賀防備隊に所属した。
1918年(大正7年)から、似島丸(横須賀防備隊に附属予定)の竣工後、夏島丸は横須賀から呉防備隊に所属換えの予定とされた。
1920年(大正9年)7月1日に夏島丸は夏島と改名された。
同日、特務艇類別標準が制定され、
雑役船にあった敷設艇は特務艇に編入、
夏島は二等敷設艇に類別された。
この年(1920年)、夏島は呉防備隊に所属変更となり、7月27日に横須賀港で回航員に引き渡された。
なお似島(似島丸から改名)は同年10月15日に竣工している。
1923年(大正12年)4月1日、二等敷設艇より除かれ、
雑役船に戻って練習船に指定された。
1924年(大正13年)1月25日海軍兵学校へ引き渡され、
艦船の発着訓練に使用された。
1926年(大正15年)には他の艦艇の補充により海軍兵学校では不要となり、7月16日臨時附属解除の要望が上がり、
同年9月25日還納認許、10月27日呉海軍港務部に還納された。
港務部保管中の夏島は船体老朽のため1926年(昭和2年)1月11日に廃船の上申がなされ、
2月4日廃船認許、
2月28日廃船とされた。
3月28日、旧夏島は呉海軍工廠へ引き渡され
(使用可能な艤装品などを撤去するため)、
同年8月27日に15,000円で売却された。
買受人は改造修理し汽船海光丸として運用の予定だった。